# Pedrocortesella conundrum
Pedrocortesella conundrum är en kvalsterart som beskrevs av Hunt 1996. Pedrocortesella conundrum ingår i släktet Pedrocortesella och familjen Licnodamaeidae. Inga underarter finns listade i Catalogue of Life.